# اتحادیه ملی روزنامه‌نگاران بریتانیا و ایرلند
اتحادیه ملی روزنامه‌نگاران بریتانیا و ایرلند (انگلیسی: National Union of Journalists) که با نام ان‌یوجی هم شناخته می‌شود یک سندیکا برای خبرنگاران بریتانیا و جمهوری ایرلند است. این سندیکا در سال ۱۹۰۷ تأسیس شده و ۳۸۰۰۰ عضور دارد و از اعضای فدراسیون بین‌المللی روزنامه‌نگاراناست.